# Gaueko
A la mitologia basca, Gaueko ("de la nit") és no només la representació de la nit, sinó també el déu de les tenebres. Se'l representava com una presència invisible, un llop negre (otsobeltza o otsobaltza) que de vegades s'aixeca sobre dues potes, o un altre tipus d'animal; com la vaca de muntanya basca (betizu), l'òliba, o l'ovella.

## Gaueko i Mari
Gaueko, a l'igual que Mari, és un ésser capaç de canviar d'aparença (o sigui un ésser zoomòrfic), i dominar els elements, tot i que res pot fer contra la seva senyora. Es deia que menjava pastors i ovelles, i per això se'l temia. Per la por que inspirava als que vivien per la zona, els humans van demanar a Mari que els ajudés. Ella els va beneir amb la llum de la seva primera filla, Ilargi (la lluna), però la seva llum era insuficient i els humans van demanar de nou a Mari la seva ajuda, aquesta vegada la Deessa els va beneir amb la seva segona filla, Eguzki (el sol). Però la nit va seguir sent perillosa, i Mari va beneir amb la seva protecció qualsevol estatge que tingués una Eguzkilore ("flor sol", Carlina acaulis, flor semblant al card molt abundant al País Basc) a l'entrada, si algun esperit maligne pretenia entrar a la casa i trobava una Eguzkilore, havia de parar-se per comptar els nombrosíssims pèls o bràctees de la inflorescència i el dia el sorprenia sense haver acabat la seva tasca.

## Regnat
El seu regnat comença des de la mitjanit fins a l'alba, mentre que la resta del dia li pertany a l'ésser humà. Durant aquest temps regna amb la seva pròpia llei, que especifica que cap home o dona ha d'abandonar la protecció ancestral de la llar, presumir o robar. Els seus còmplices podien ser Sorginak, Jentilak o fins i tot el mateix Basajaun.

## Llegendes

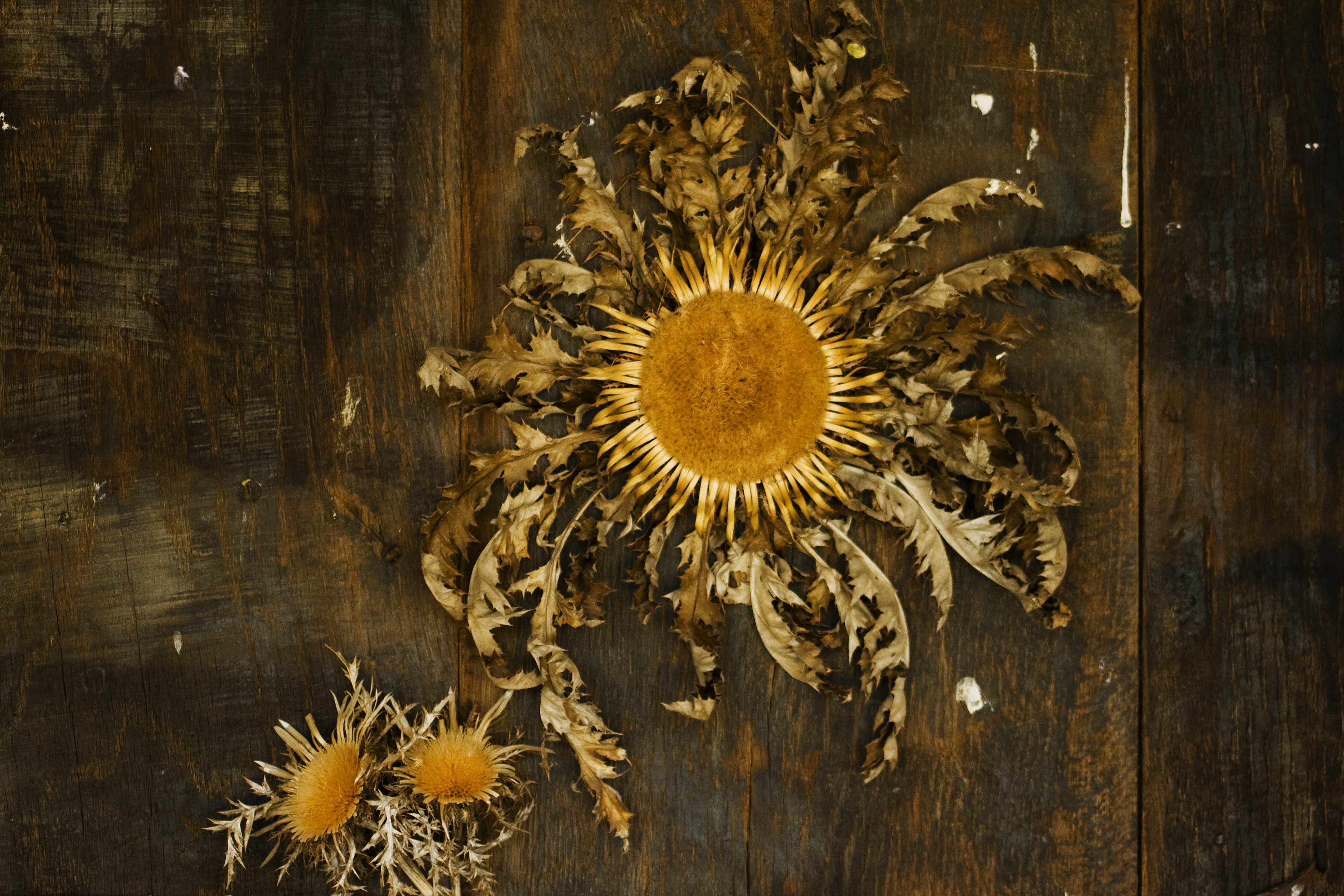
Eguzkilore a la porta d'un caseriu al País Basc.

En un mas d'Ataun una filadora va ser reptada per les seves companyes, i aquesta va acceptar. El seu repte tenia com a objectiu arribar a la font més propera i portar aigua fresca. Quan va partir i es va internar en l'espessor del bosc es va sentir un crit, i una brisa aterridora va portar el que seria l'himne de Gaueko: "La nit per als de la nit i el dia per als del dia" (Gaua gauekoentzat eta eguna egunekoentzat).
A Berastegi, una jove anomenada Kattalin (Catalina), va obrir la finestra de la caseria d'Elaunde per filar a la llum de la lluna, però abans de poder reaccionar va ser segrestada per un grup de jentilak que la van portar a un avenc proper i la van assassinar mentre cridaven: "La nit per Gaueko i Kattalin per a nosaltres".
En una altra llegenda, un carboner d'Eskoriatza va ensopegar en la nit amb un toro que bloquejava el sender, després d'intentar passar tres vegades i demanar-li a la bèstia que el deixés passar el bou es va posar dret i va perseguir a l'home cridant: "La nit per als de la nit i el dia per als del dia ". Encara que aquest últim va aconseguir escapar de Gaueko.